# 雷盖亚 决斗传奇
《雷盖亚 决斗传奇》（中国大陆也常称“雷蓋亞傳說2”），是由Porkion开发的PlayStation 2角色扮演游戏，为1998年游戏《雷盖亚传说》的续作。游戏于2001年在日本由索尼电脑娱乐发行，次年由Eidos Interactive在北美和欧洲发行。

## 评价
《雷盖亚 决斗传奇》在日本杂志《Fami通》的得分为28/40。游戏在西方反响一般，在Game Rankings和Metacritic的汇总得分为70%和67，没有前作成功。
《Fami通》的销量统计显示，游戏首周在日本销量为40,302套，在当周全部新发售游戏中排名第6。游戏以53,808套的銷量勉強登上電擊Online的2001年度暢銷遊戲Top 200。